# 內梅爾斯多夫屠殺
內梅爾斯多夫屠殺，是1944年10月21日，苏联红军在第一個攻陷的德國村莊－东普鲁士的内梅尔斯多夫－对德国妇女和儿童的屠殺。大约72名妇女儿童被杀害，年龄最大的84岁，最小的8岁。受害者包括当地的村民，以及大约50名法国人和比利时人。
1944年10月21日，屬於苏联红军的第11近衛集團軍第2近衛坦克軍第25坦克旅第2營越過安格拉普河橋，在河的西岸建立了橋頭堡。德軍試圖奪回橋樑，但幾次進攻被蘇聯坦克和步兵擊退。當一些蘇聯士兵進入簡易防空洞躲避空襲時，防空洞中已經有14位當地平民。受重傷的當事人 Gerda Meczulat 證詞表示，當蘇聯軍官來到後，他下令大家全部出來，苏联红军在近距離開槍打死德國平民。蘇聯第25坦克旅在夜間奉命撤退過河。德軍奪回對内梅尔斯多夫的控制權，並發現了大屠殺。
醫生報告說所有的女性都被強姦過，包括8岁的小女孩與84岁的老婦人。
歷史學家普遍認為此次屠殺證據確鑿。德國聯邦檔案館收藏了許多納粹德國官員當時的報告和屠殺遇害者的照片。